# Äspenäs, Karlskoga
Äspenäs eller Espenäs är ett bostadsområde och historiskt hemman i de södra delarna av Karlskoga i anslutning till sjön Möckeln. Äspenäs är beläget öster om länsväg 205, söder om handelsområdet Storängen, Storängsstrand, Finnebäck liksom norr om Blinäs. Området bedöms bestå av kulturhistoriskt intressanta miljöer.

## Historik

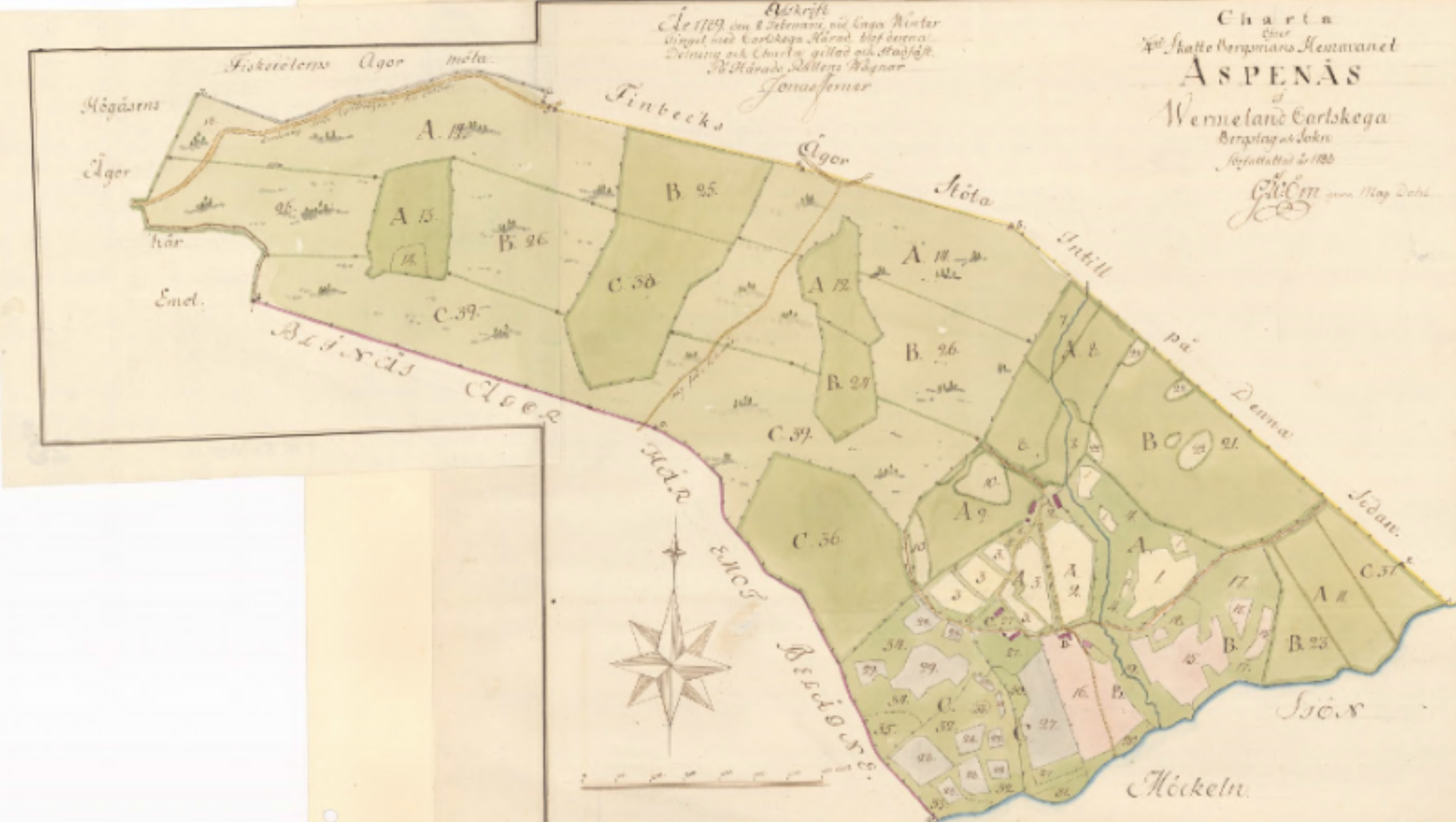
Äspenäs ägor under storskiftet år 1788

Äspenäs etymologiska stamning kan härledas till Äspe (förledet) som betyder aspskog, och näset (slutledet).
Äspenäs har anor från slutet av 1500-talet när det år 1599 upptogs som hemman. Äspenäs har historiskt bestått av en enda gård, tidigare bergsmansgård. Gården är 400 år och den första kände brukaren var Anders Andersson. I dag hyrs gården av en privatperson.
Historiskt har Äspenäs ingått i Högåsens skolområde. Genom det historiska hemmanet passerade en tidigare existerande landsväg som förband städerna Kristinehamn och Örebro.
Bebyggelsen karaktäriseras av agrarlandskap, fritidshus och från mitten av 1900-talet och för 2010- och 2020-talet tidstypiskt uppförda villor.
I Äspenäs finns en badplats som drivs i kommunal regi.
På Äspenäs finns sommargården Espenäs. Sommargården tillhör Rävåskyrkan i Karlskoga som tillhör Equmeniakyrkan. Under sommarmånaderna är kyrkans verksamhet förlagd till sommargården Espenäs.